# Gare de Civry - Saint-Cloud
La gare de Civry - Saint-Cloud est une ancienne gare ferroviaire de la ligne de Courtalain - Saint-Pellerin à Patay. Elle est située sur le territoire de la commune de Villemaury, dans le département d'Eure-et-Loir, en région Centre-Val de Loire.

## Situation ferroviaire
Établie à 132 mètres d'altitude, la gare de Civry - Saint-Cloud est située au point kilométrique (PK) 30,72x de la ligne de Courtalain - Saint-Pellerin à Patay, entre les gares ouvertes de Châteaudun et de Patay.

## Services des voyageurs
La gare est fermée au service voyageurs.

## Services des marchandises
La gare est ouverte au service fret.